# Francavilla di Sicilia
Francavilla di Sicilia is een gemeente in de Italiaanse provincie Messina (regio Sicilië) en telt 4.028 inwoners (31-12-2012). De oppervlakte bedraagt 82,2 km², de bevolkingsdichtheid is 49 inwoners per km².

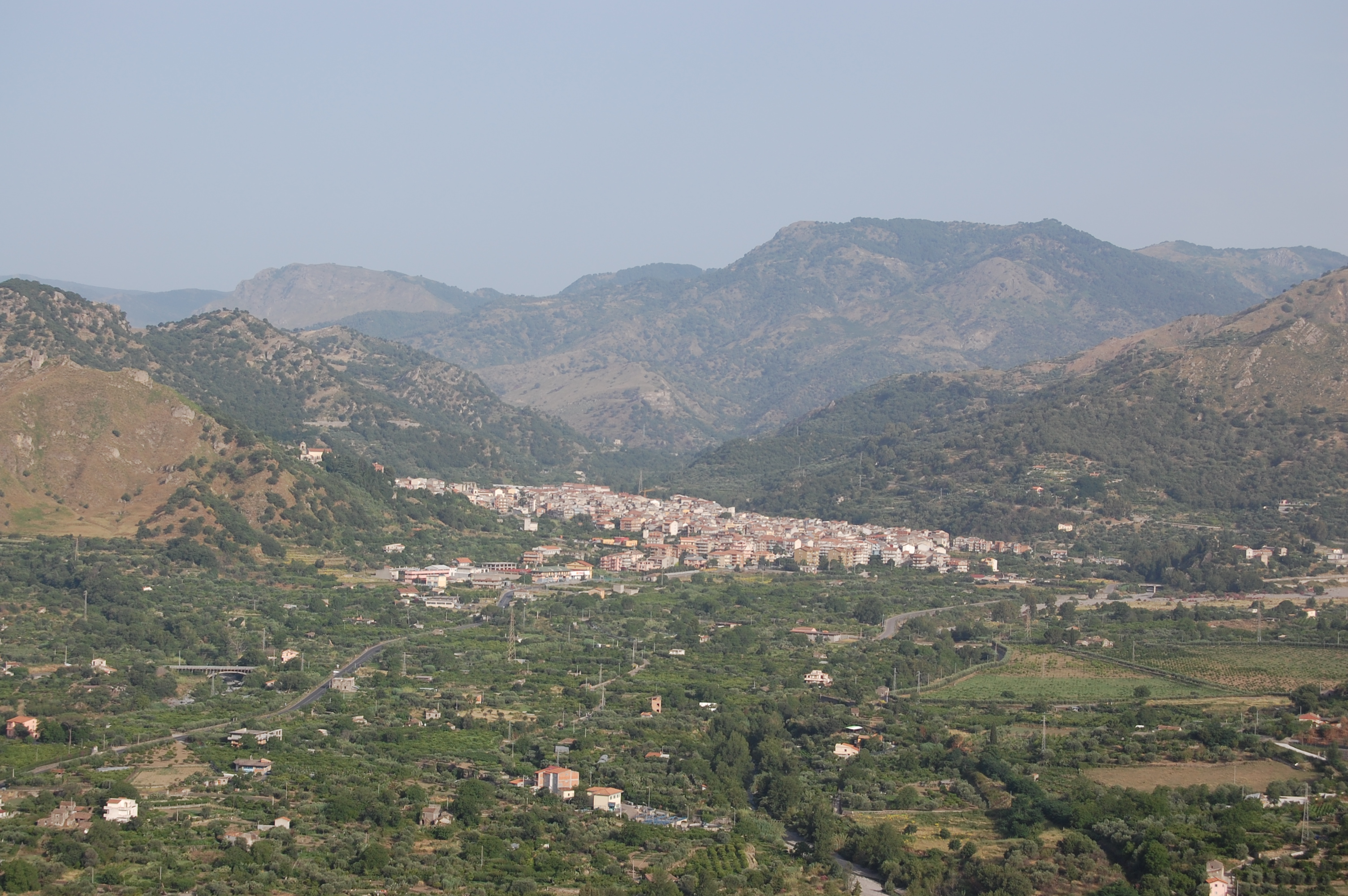
Francavilla e la Valle dell'Alcantara

## Demografie
Francavilla di Sicilia telt ongeveer 1794 huishoudens. Het aantal inwoners daalde in de periode 1991-2001 met 14,7% volgens cijfers uit de tienjaarlijkse volkstellingen van ISTAT.
| Jaar | Inwoneraantal |
| ---- | ------------- |
| 1991 | 5096          |
| 2001 | 4347          |

## Geografie
De gemeente ligt op ongeveer 330 m boven zeeniveau.
Francavilla di Sicilia grenst aan de volgende gemeenten: Antillo, Castiglione di Sicilia (CT), Fondachelli-Fantina, Malvagna, Montalbano Elicona, Motta Camastra, Novara di Sicilia, Tripi.
In de gemeente Francavilla di Sicilia bevinden zich zeven spookdorpen met de naam Villaggi Schisina.

## Geboren
- Luigi Ragno (1899-1984), fascistisch burgemeester van Santa Teresa di Riva, senator
- Orsino Orsini (1900-1980), journalist, numismaticus